# František Vnouček
František Vnouček (27. prosince 1903 Benešov – 24. června 1960 Praha) byl český herec a pedagog.

## Život
V divadle působil profesionálně od roku 1925. Byl angažován v letech 1926 až 1930 v Moravském divadle v Olomouci, v letech 1930 až 1932 v Osvobozeném divadle a od roku 1932 ve Slovenském národním divadle v Bratislavě. V roce 1934 jej odtud angažoval do pražského Divadla na Vinohradech umělecký šéf Dr.Jan Bor. Zde pak působil až do roku 1945. Po 2. světové válce úzce spolupracoval např. s E. F. Burianem. Byl výrazně levicově orientovaný a byl znám také jako velký propagátor sovětského divadelního umění. Stal se po Jindřichu Honzlovi redaktorem časopisu Sovětské divadlo. Svůj podpis připojil pod výzvu prokomunistické inteligence Kupředu, zpátky ni krok!, jež byla publikována dne 25. února 1948 na podporu komunistického převratu.
Vytvořil i několik desítek filmových rolí, z nichž patrně vůbec nejznámější je postava mladého středoškolského profesora Voříška ve známém filmu Cesta do hlubin študákovy duše.
Dle pamětí Nataši Gollové byl homosexuál.[zdroj⁠?!]

## Ocenění
- 1954 titul zasloužilý umělec

## Divadelní role, výběr
- 1926 G. B. Shaw: Svatá Jana, král Karel, divadlo v Olomouci, režie František Salzer
- 1930 V+W: Sever proti Jihu, Buffalo Bill, Osvobozené divadlo, režie V+W
- 1931 V+W: Golem, hvězdopravec Břeněk, Osvobozené divadlo, režie Jindřich Honzl
- 1931 V+W: Don Juan a comp., Juan, Osvobozené divadlo, režie V+W
- 1935 František Langer: Jízdní hlídka, Soukup, Divadlo na Vinohradech, režie Jan Bor
- 1936 Vítězslav Nezval: Nový Figaro, titul.role, Komorní divadlo, režie Bohuš Stejskal
- 1937 František Langer: Dvaasedmdesátka, Ludvík, Divadlo na Vinohradech, režie Bohuš Stejskal
- 1946 Edmond Rostand: Cyrano z Bergeracu, Raguenau, D46, režie E. F. Burian
- 1947 E. F. Burian (volně dle H. Ch. Andersena): Císařovy nové šaty, tovaryš, D47, režie E. F. Burian
- 1948 E. F. Burian: Krčma na břehu, dělník Jan, D49, režie E. F. Burian
- 1949 K. Simonov: Cizí stín, ředitel, D50, režie Ivan Weiss
- 1951 Sergej Michalkov: Jarní vody, generálmajor, Déčko, režie E. F. Burian
- 1951 M. J. Lermontov: Maškaráda, Arbenin, Déčko, režie E. F. Burian
- 1952 Honoré de Balzac: Farář z Tours, farář Birotteau, Armádní umělecké divadlo (AUD), režie E. F. Burian
- 1953 N. F. Pogodin: Muž s puškou, V. I. Lenin, AUD, režie E. F. Burian
- 1955 J. P. Sartre: Holá pravda (Někrasov), šéfredaktor Palotin, obnovené D34[7], režie František Štěpánek